# Teologie těla

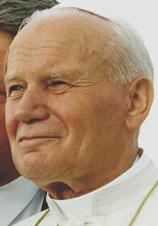
Papež Jan Pavel II.

Teologie těla je knižně vydaný soubor katechezí papeže Jana Pavla II. z generálních audiencí z let 1979–1984. Jejím námětem je teologický význam lidského těla, sexualita, manželství a odpovědné rodičovství. Rozvíjí tak dále myšlenky obsažené v encyklice Humanae vitae papeže Pavla VI.
Teologie těla je považována za jedno z nejzásadnějších teologických děl Jana Pavla II. Jeho životopisec George Weigel ji nazval „teologickou časovanou bombou“ a „jednou z nejsmělejších rekonfigurací katolické teologie posledních století“.
Jelikož samotné dílo Jana Pavla II. je poměrně obtížné na pochopení, existují také knihy, které mají její obsah zjednodušit, zprostředkovat široké veřejnosti a poskytnout stručný úvod do problematiky. Jednou z nejuznávanějších, která rovněž vyšla česky, je Westova Teologie těla pro začátečníky.

## Česká vydání
Česky kniha vyšla třikrát v letech 2005–2006, s podporou Sekce pro mládež České biskupské konference ji vydalo nakladatelství Paulínky (potřetí v rozšířeném vydání, které je dále popisováno). Hlavním překladatelem byl Josef Koláček, na překladu se však podílela celá řada dalších teologů. Celkovou obsahovou a terminologickou korekturu provedl Karel Skočovský, který též připojil stručný úvod do knihy a její organizace. Krátký úvod ke knize sepsal i kardinál Špidlík.